# IBM Cassette BASIC

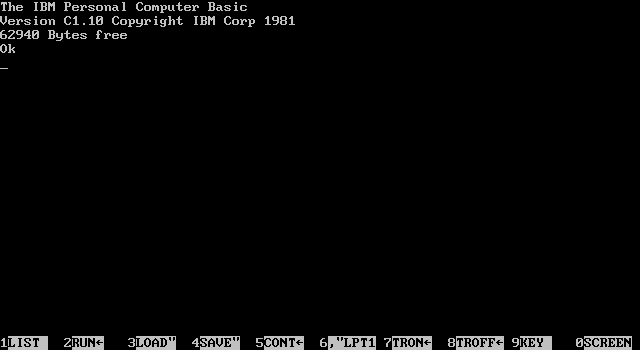
Captura de tela da tela de abertura do IBM Cassette BASIC.

O IBM Cassette BASIC foi uma versão da linguagem de programação Microsoft BASIC licenciada para uso da IBM no IBM PC. Era incluída na ROM de 40 KiB do BIOS do IBM PC original. O Cassette BASIC  disponibilizava a interface-padrão para o usuário se não houvesse acionadores de disquete ou HDs instalados, ou se na inicialização do sistema não fosse encontrado um dispositivo contendo o SO. O nome Cassette BASIC veio do fato de ele utilizar fitas cassete em vez de disquetes como mídia de armazenamento padrão.
Embora presente em todas os PCs da IBM pelo menos até o PS/2 Modelo 80-111, o Cassette Basic deixou de ter utilidade por volta de 1984, visto que a possibilidade de carregar ou salvar programas ou dados a partir de uma fita cassete deixou de fazer parte do sistema nesta época.